# Hypoptopoma sternoptychum
Hypoptopoma sternoptychum är en fiskart som först beskrevs av Schaefer, 1996.  Hypoptopoma sternoptychum ingår i släktet Hypoptopoma och familjen Loricariidae. Inga underarter finns listade i Catalogue of Life.